# 臺灣性別不明關懷協會
台灣性別不明關懷協會（英語：Beyond Gender），簡稱性別不明，是台灣第一個同時關懷跨性别者 （Transgender）或变性人士（Transsexual）與间性人士（Intersex）的團體。於2013年立案，前身為性別不明行動聯盟。

## 緣起
性別不明行動聯盟是台灣性別不明關懷協會的前身，是一個跨性别者與间性人士的互助小組。由台灣性別不明關懷協會現任顧問吳芷儀於2009年成立。

## 服務項目
- 性別教育講座：性別不明至各單位/公司/學校/團體舉辦講座，普及正確的多元性別知識，以促進社會減少歧視發生。

- 權益促進：以舉辦活動召開記者會、街頭抗議等方式向社會大眾、政府單位發出聲音，推動台灣的跨性别和间性群體的權益。

- 反歧視：聲援社會對跨性别者與间性人士的群體的不理解、恐懼以衍生出的侵權事件，並進行相關法案研究與推動。

- 多元就業輔導：跨性别者與间性人士的群體，常因本身性別為雇主所不熟悉，遇到求職困難。配合性別不明的「性別友善企業網路」，以及與同志人權法案遊說聯盟合作推廣同志友善企業，協助個案就業。

- 急難救助計畫：當跨性别者或间性人士需要幫助或遇到緊急狀況時（被迫離家、家暴、臨時失業..等等），透過性別不明的「急難救助計畫」，提供物資或金錢，協助個案度過面臨困難的時期。

- 關懷訪視：透過性別不明的網路資源與志工，當跨性别者與间性人士的群體在遇到各種問題（醫療資源、心理問題…等等）的時候，性別不明長期的關懷與訪視問候個案，扮演協助者的角色。

## 關懷雙性人的爭議
台灣性別不明關懷協會是以跨性別爲主的團體，號稱關心雙性人實在有爭議。理事長吳依婷曾發佈過新聞稿“民眾是基於社會性別互動，但現今以生理性別註記在身分證上，對跨性別有很大影響，包含後續衍生的就業歧視等問題。”被認定是無視雙性人的生命經驗，雙性人不是因生理性別而被性別指定爲男性或女性。

## 外部連結
- 台灣性別不明關懷協會官方網站 （页面存档备份，存于）
- 性別不明關懷協會的Facebook專頁
- 臺灣性別不明關懷協會的X（前Twitter）
- YouTube上的臺灣性別不明關懷協會頻道
- 性別團體：變性免摘性器官是重視人權 （页面存档备份，存于）
- 「只要性／別不平等存在的一天，我們就會一直存在」 台灣性別不明關懷協會廣招會員 （页面存档备份，存于）
- 同志遊行 裸身捍衛性別平等權 （页面存档备份，存于）
- 台灣吳氏婚姻強制撤銷事件[永久]